# 篠竹幹夫
篠竹 幹夫（しのたけ みきお、1932年8月29日 - 2006年7月10日）は、日本のアメリカンフットボールの元選手および監督。日本大学名誉教授。
全国大学王者通算17回と監督通算勝利数401勝は歴代1位。

## 人物
神奈川県横浜市出身。日本大学高等学校（日大日吉）時代はラグビー選手として活躍したが、日本大学アメリカンフットボール部に入部。卒業後、コーチを経て、1959年に日本大学アメリカンフットボール部監督に就任。独特の指導法で知られ、特徴的なパス攻撃を繰り出す「ショットガン隊形」を導入。2003年3月、定年により退職するまでの44年間の監督在任期間中、17度の学生王座に導くなど、日大アメリカンフットボール部の黄金時代を築いた。2003年12月、日本アメリカンフットボール協会の殿堂入りを果たした。また、日本大学文理学部教授を歴任した。
愛煙家であった一方、酒は一滴も飲まなかった。また、「学生ほど自分に尽くしてくれる人間はいない」として生涯独身を通した。
犠牲、協同、闘争の理念の元、長時間に及ぶスパルタ指導や鉄拳制裁、寮での共同生活で選手の心技体を鍛え抜く指導法で知られ、また、QBを2人配置する「ドラゴンフライ」など、独特の攻撃フォーメーションの考案などでも有名であった。
2006年7月10日死去。73歳没。
2006年12月17日に行われた第61回甲子園ボウルにおいて、試合に先立ち追悼セレモニーが行われた。日本大をはじめ、甲子園ボウルを通じて縁の深い関学大・京都大の関係者（阿部敏彰・日本代表チーム監督、内田正人・元日本大監督、米田満・元関学大総監督、武田建・元関学大総監督、水野彌一・京都大監督など）を招き、生前の映像をスコアボードに隣接するスクリーンに映して故人を偲び、スタジアム全体で黙祷して冥福を祈った。